# Virgen del Socorro de Valencia
 Nuestra Señora del Socorro, es una advocación mariana de la Iglesia católica en Valencia cuya imagen tiene su principal centro de culto en la Catedral de Valencia o Basílica Menor de Nuestra Señora del Socorro en Venezuela. Es la patrona de la Ciudad de Valencia y del Estado Carabobo. El 13 de noviembre los valencianos y carabobeños celebran y recuerdan a la Virgen del Socorro con diferentes actividades y desde los últimos años los alcaldes y gobernadores decretan día de júbilos en la localidad y en la entidad. (Día no Laborable para el Municipio Valencia y el Estado Carabobo).
Es un hecho a destacar que, a pesar de que se le coloca el nombre de Nuestra Señora del Socorro, la imagen mariana corresponde realmente a la Virgen Dolorosa; un hecho cuyo trasfondo se encuentra en una leyenda que relata un error de destinatario al momento de la entrega de la imagen de devoción en la ciudad, conservándose finalmente el nombre de la virgen que se tenía previsto recibir (Virgen del Socorro) pero manteniendo la imagen mariana recibida (Virgen Dolorosa).

## Historia
El 19 de mayo de 1616, el Obispo de Santiago León de Caracas, Fray Juan Bartolomé de Bohórquez e Hinojosa, autorizó la fundación de la Cofradía del Espíritu Santo que le habían solicitado los indígenas, esclavos y pardos de Nueva Valencia. Muchos años después, la Cofradía decide encargar a España una imagen de una virgen, cuya historia tiene dos vertientes: Unos dicen que la cofradía encargó la imagen de Nuestra Señora del Perpetuo Socorro ya que la devoción a esta advocación estaba muy arraigada y extendida en América, mientras que por otro lado también se dice que se solicitó fue la Virgen Dolorosa pero se negó la petición, tal como lo relata el cronista de la ciudad, Don Guillermo Mujica Sevilla:

Hace muchos años llegaron del Imperio de España, por los caminos de los mares, dos cajas, cada una contentiva de la imagen de una virgen: Una contenía la Virgen del Perpetuo Socorro, y la otra contenía una Virgen Dolorosa; la primera destinada a la ciudad de Nueva Valencia (Ahora simplemente Valencia), la segunda destinada al Virreinato del Perú. Hubo una confusión y dejaron en nuestras playas a la Virgen Dolorosa y enviaron la otra al Virreinato del Perú. La gente de Nueva Valencia (Actual Valencia), consideró como un milagro que aquí se quedara la imagen de la Dolorosa y por ese motivo, siguiendo el entusiasmo de la cofradía que había pedido la imagen de la Virgen del Perpetuo Socorro, bautizaron a esta imagen: “Nuestra Señora del Perpetuo Socorro de la Nueva Valencia del Rey”, aunque la representación era de una Dolorosa. Cuando en el Virreinato del Perú se dieron cuenta, pidieron enviar nuestra Virgen para ellos enviaran la que había llegado allá. Pero al decir de nuestro gran poeta "Andrés Eloy Blanco", el pueblo de Nueva Valencia contestó: “pueblo no cambia virgen”. Ya consideraban a la Virgen que había llegado como "Nuestra Señora del Perpetuo Socorro de la Nueva Valencia del Rey". Es una leyenda que según dicen viene de la época del padre "Pedro de Tamarón y Romeral" hace como trescientos años. La Virgen fue adoptada por su ciudad y ella adoptó a los neo-valencianos. La devoción del pueblo y el amor hacia ella crecieron rápidamente, y desde entonces nuestra Virgen del Perpetuo Socorro es verdaderamente el socorro de los neo-valencianos. Algunos dudan de la veracidad de esta leyenda, pero no se puede negar que es una leyenda hermosa.

En 1910 recibió por el Papa Pio X la coronación canónica, siendo la primera imagen mariana coronada canónicamente en Venezuela.

## Centenario
El 13 de noviembre de 2010 los valencianos y carabobeños celebraron los 100 años de coronación canónica, en acto llevado a cabo en la Plaza de Toros Monumental de Valencia, Estado Carabobo, con la participación de la jerarquía de la Iglesia Católica Venezolana, entre ellas El Cardenal Urosa Sabino. Al acto asistieron personalidades políticas, como el Alcalde del Municipio Valencia, el Alcalde del Municipio San Diego, el gobernador del Estado Carabobo y la participación de miles de creyentes. Cabe destacar que la Virgen del Socorro fue la primera en recibir la coronación canónica en Venezuela, le fue entregada la Rosa de Oro en el 2010 por el papa Benedicto XVI y cuenta con la condecoración del Sol de Carabobo entregada por el gobernador del estado.

## Peregrinación
El 20 de julio de 2013 realizó su primera peregrinación al Santuario Nacional Nuestra Señora de Coromoto (patrona de Venezuela) en Guanare, estado de Portuguesa y luego visitó la ciudad de Ospino.